# Siponnus
Siponnus is een geslacht van hooiwagens uit de familie Epedanidae.
De wetenschappelijke naam Siponnus is voor het eerst geldig gepubliceerd door Roewer in 1927. 

## Soorten
Siponnus is monotypisch en omvat slechts de volgende soort:
- Siponnus stimulatus